# Biernatowo (stacja kolejowa)
Biernatowo – stacja kolejowa w Biernatowie, w województwie wielkopolskim, w Polsce. Znajduje się na linii nr 203. Tczew - Kietz.

## Ruch pasażerski
| Rok  | Wymiana pasażerska na dobę |
| ---- | -------------------------- |
| 2017 | 20-49                      |
| 2022 | 50-99                      |